# Dyckia ibicuiensis
Dyckia ibicuiensis är en gräsväxtart som beskrevs av Strehl. Dyckia ibicuiensis ingår i släktet Dyckia och familjen Bromeliaceae. Inga underarter finns listade i Catalogue of Life.